# Tichel

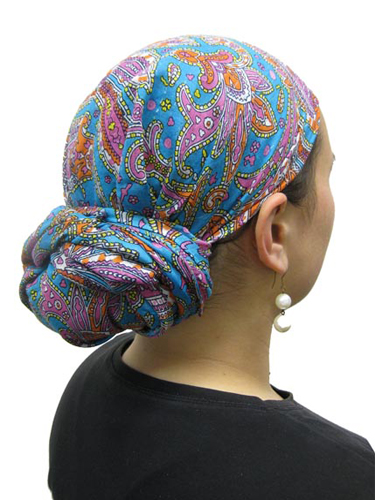
Tichel com nós

Tichel (iídiche iddיכל tikhl), também chamado de mitpachat  (hebraico מִטפַּחַת miṭpaḥat), é a palavra em ídiche para o lenço usado por muitas mulheres judias ortodoxas casadas, em conformidade com o código de modéstia conhecido como tzniut, que exige que as mulheres casadas cubram seus cabelos. Os tichéis podem variar de um lenço de algodão simples e amarrado nas costas a elaborados revestimentos para a cabeça, usando vários tecidos e técnicas de amarração. 

## Etimologia
A palavra em língua iídiche Tichel é o diminutivo de tuch ("pano"). Compare o alemão Tuch ("pano") e o correspondente diminuto da língua bávara Tiachal, Tücherl ("pequeno pedaço de pano").

## Pano de fundo
Após a cerimônia de casamento, os judeus ortodoxos acreditam que uma mulher só deve mostrar os cabelos para o marido. Segundo a Mishnah em Ketubá (7: 6), a cobertura de cabelo não é uma obrigação de origem bíblica. Ela discute comportamentos que são motivo de divórcio, como "aparecer em público com cabelos soltos, tecer no mercado e conversar com qualquer homem" e chama essas violações de Dat Yehudit, que significa regra judaica, ao contrário de Dat Moshe regra Mosáica. No entanto, o Talmude nesta Mishna explica que, se o cabelo for completamente descoberto em público, isso seria realmente uma violação de "Dat Moshe", e a Mishna está se referindo a alguém que cobre o cabelo com uma cobertura de rede onde o cabelo é visível através os buracos, como neste caso, o requisito bíblico é atendido, mas não o "Dat Yehudit".  Essa categorização sugere que a cobertura do cabelo não é uma obrigação absoluta originária de Moisés no Sinai, mas é um padrão de modéstia definido pela comunidade judaica. Em Berakhot 24a), os rabinos definem o cabelo como sexualmente erótico (ervah) e proíbem os homens de orar à vista dos cabelos de uma mulher. Os rabinos baseiam essa estimativa em um versículo bíblico: "Seu cabelo é como um rebanho de cabras" (Cântico dos Cânticos 4: 1), sugerindo que esse louvor reflete a natureza sensual do cabelo. 